# Nintendo Entertainment Planning & Development

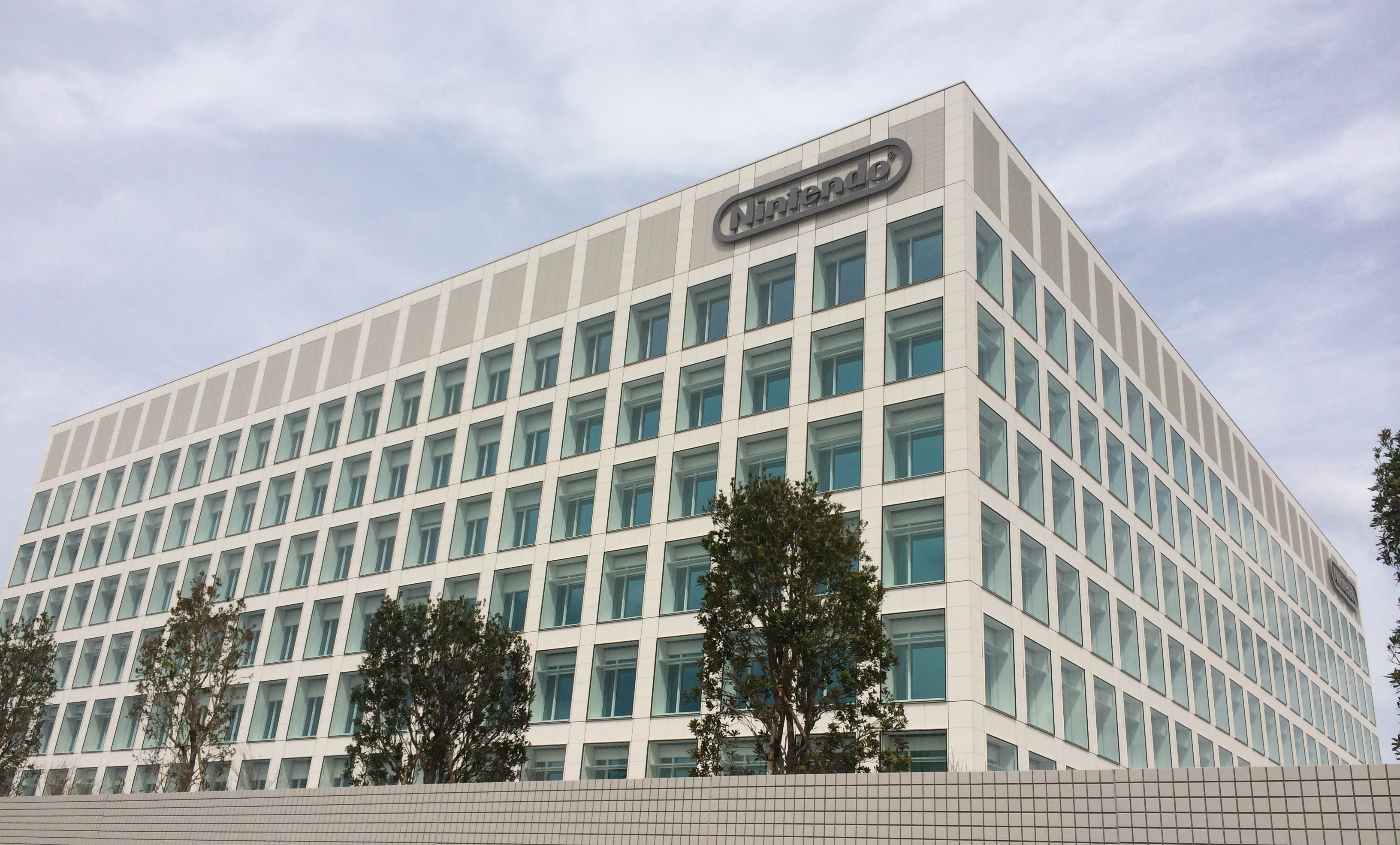
Nintendo Entertainment Planning & Development Studio, Kyoto (2017)

Nintendo Entertainment Planning & Development (jap. 任天堂企画制作本部, Nintendō Kikaku Seisaku Honbu, dt. „Nintendo-Planungs- und Entwicklungshauptabteilung“), abgekürzt Nintendo EPD, ist das größte interne Videospielstudio des japanischen Videospielherstellers Nintendo. Es entstand im September 2015 aus der Fusion der Nintendo Entertainment Analysis & Development (EAD) und der Nintendo Software Planning & Development (SPD).

## Geschichte
Die Nintendo EPD entstand am 16. September 2015 als Resultat der internen Umstrukturierung Nintendos durch den neuen Präsidenten Tatsumi Kimishima mit einer Fusion der Nintendo EAD und Nintendo SPD.
Die Nintendo Entertainment Planning & Development bildet seither das größte Entwicklungsstudio Nintendos und führte die beiden ehemals größten Entwicklungsstudios zusammen. Als General Manager wird seither Shinya Takahashi eingesetzt, der vorher selbige Position bei Nintendo SPD innehatte. Katsuya Eguchi und Yoshiaki Koizumi wurden zu Deputy General Manager ernannt. Der ehemalige General Manager der Nintendo EAD Shigeru Miyamoto bekleidet nun das Amt des Creative Fellow.

## Spiele
Nachfolgend eine tabellarische Auflistung aller Spiele, die von Nintendo Entertainment Planning & Development entwickelt wurden:

| Titel                                     | (Erst-) Erscheinungs- datum | Plattformen            | Produzent        | Regisseur                                       | Bemerkungen                                                                   |
| ----------------------------------------- | --------------------------- | ---------------------- | ---------------- | ----------------------------------------------- | ----------------------------------------------------------------------------- |
| The Legend of Zelda: Tri Force Heroes     | 22. Okt. 2015               | Nintendo 3DS           | Eiji Aonuma      | Hiromasa Shikata                                | In Zusammenarbeit mit Grezzo, SRD und 1-UP Studio                             |
| Animal Crossing: Amiibo Festival          | 13. Nov. 2015               | Wii U                  |                  |                                                 | In Zusammenarbeit mit Nd Cube                                                 |
| Star Fox Zero                             | 22. Apr. 2016               | Wii U                  | Shigeru Miyamoto | Yugo Hayashi                                    | In Zusammenarbeit mit Platinum Games                                          |
| Super Mario Run                           | 15. Dez. 2016               | iOS, Android           | Shigeru Miyamoto |                                                 |                                                                               |
| 1-2-Switch                                | 3. März 2017                | Nintendo Switch        |                  |                                                 |                                                                               |
| The Legend of Zelda: Breath of the Wild   | 3. März 2017                | Nintendo Switch, Wii U | Eiji Aonuma      | Hidemaro Fujibayashi                            |                                                                               |
| ARMS                                      | 16. Juni 2017               | Nintendo Switch        | Kosuke Yabuki    |                                                 |                                                                               |
| Splatoon 2                                | 21. Juli 2017               | Nintendo Switch        |                  |                                                 |                                                                               |
| Animal Crossing: Pocket Camp              | 25. Okt. 2017               | iOS, Android           |                  |                                                 |                                                                               |
| Super Mario Odyssey                       | 27. Okt. 2017               | Nintendo Switch        | Yoshiaki Koizumi | Kenta Motokura                                  |                                                                               |
| Nintendo Labo                             | 20. Apr. 2018               | Nintendo Switch        | Kouichi Kawamoto | Tsubasa Sakaguchi                               | Sowohl das Multi Set als auch das Robo Set wurden von Nintendo EPD entwickelt |
| Animal Crossing: New Horizons             | 20. März 2020               | Nintendo Switch        | Hisashi Nogami   | Aya Kyogoku                                     |                                                                               |
| Super Mario 3D All-Stars                  | 18. Sep. 2020               | Nintendo Switch        |                  |                                                 |                                                                               |
| Splatoon 3                                | 9. Sep. 2022                | Nintendo Switch        | Hisashi Nogami   |                                                 |                                                                               |
| The Legend of Zelda: Tears of the Kingdom | 12. Mai 2023                | Nintendo Switch        | Eiji Aonuma      | Hidemaro Fujibayashi                            |                                                                               |
| Super Mario Bros. Wonder                  | 12. Okt. 2023               | Nintendo Switch        | Takashi Tezuka   | Shiro Mouri                                     |                                                                               |
| Mario Kart World                          | 5. Juni 2025                | Nintendo Switch 2      | Kosuke Yabuki    | Kenta Sato, Masaaki Ishikawa, Shintaro Jikumaru |                                                                               |
| Donkey Kong Bananza                       | 17. Juli 2025               | Nintendo Switch 2      | Kenta Motokura   | Wataru Tanaka, Kazuya Takahashi                 |                                                                               |